# Phaenocarpa orion
Phaenocarpa orion är en stekelart som beskrevs av Fischer 1975. Phaenocarpa orion ingår i släktet Phaenocarpa och familjen bracksteklar. Inga underarter finns listade i Catalogue of Life.